# Isla de Boipeba
La isla de Boipeba se localiza en el municipio de Cairu, en el litoral del estado brasileño de Bahía.
Situada próxima a la isla de Tinharé (Morro de São Paulo), constituye un apreciado punto turístico de Bahía. Su territorio presenta vegetación típica de la Mata Atlântica, con árboles frutales, varias especies de palmeras, restingas, arrecifes de coral y una de las mayores reservas de mangue (manglar) del país.

## Etimología e Historia
Boipeba es uno de los más antiguos lugares de colonización de Bahía, ya que en 1537 los jesuitas fundaron la Aldea y Residencia de Boipeba. Hay en la isla tres pueblos: Velha Boipeba, São Sebastião, Moreré y Monte Alegre.
Su nombre deriva de la lengua tupi cobra chata, denominación indígena para la tortuga marina.

## Población
- São Sebastião se encuentra al sur de la isla de Boipeba, en una ensenada cerca de Ponta dos Castelhanos.
- Moreré está situado en la costa atlántica, entre la Ponta dos Castelhanos y Velha Boipeba.
- Velha Boipeba, es la villa principal de la isla con una población de alrededor de 1600 personas, principalmente relacionadas a la actividad pesquera.[1]

## Turismo
- Posee un denso bosque de Mata Atlántica, restinga, dunas, extensos manglares y playas con cocoteros y arrecifes de coral de gran valor ecológico y paisajístico.
- La flora y la fauna son ricas, con una amplia variedad de corales, algas, peces, crustáceos, erizos, estrellas de mar. Además, muchas tortugas marinas de la región desovan en las playas de la isla.[1]

## Lista de Referencias
1. 1 2 3  «Isla de Boipeba». ilhaboipeba.org.br. Consultado el 11 de junio de 2025.